# Museumshafen Greifswald

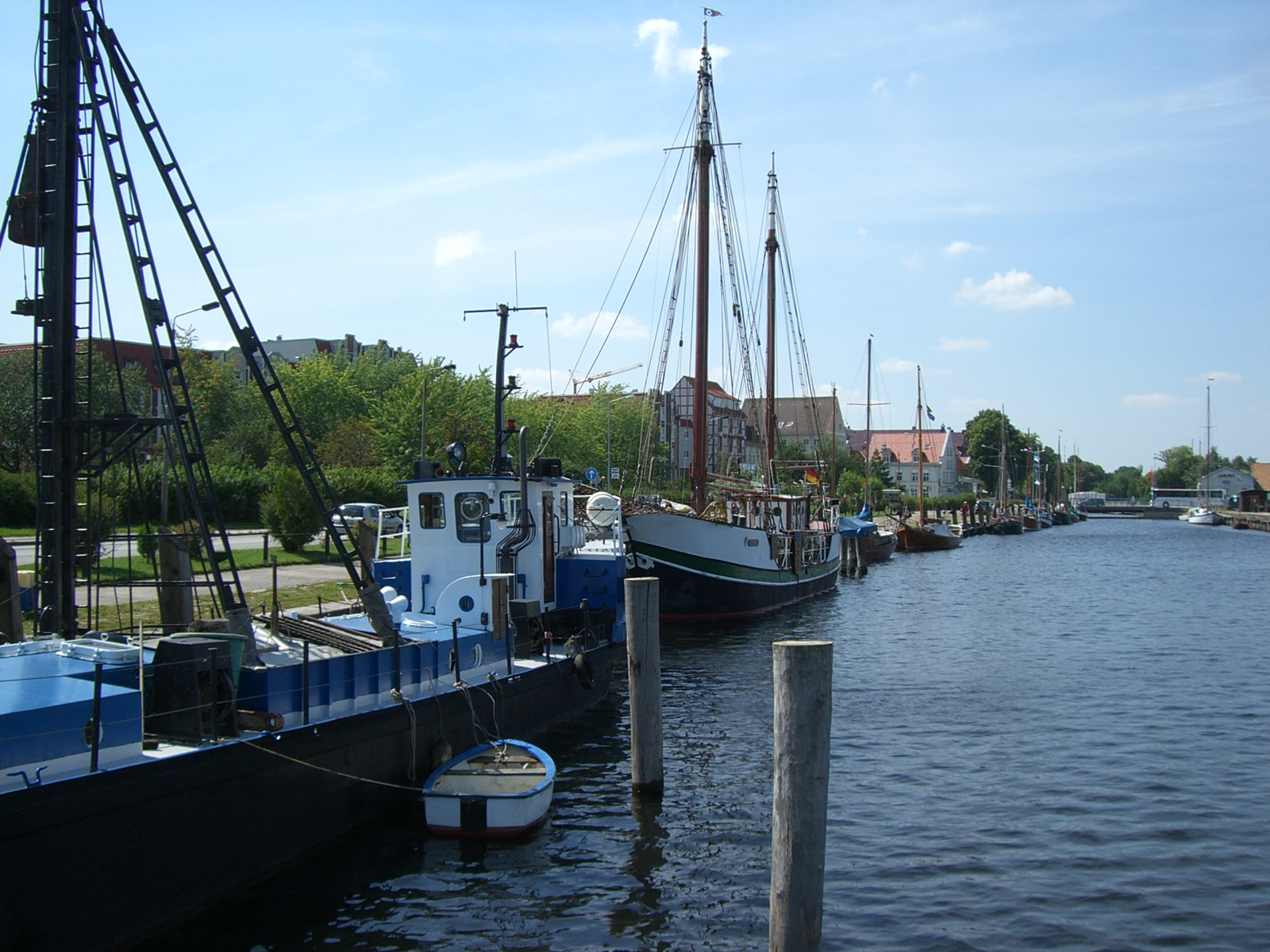
Blick in den Museumshafen 2007

Der Museumshafen Greifswald liegt nordöstlich der Altstadt der Hansestadt Greifswald am Ryck. Er ist mit über 50 Schiffen der größte Museumshafen Deutschlands.

## Geschichte
Der Museumshafen ging in den 1980er Jahren aus der Arbeitsgruppe Fischereitradition im Kulturbund der DDR hervor. In dieser Hafen-Gruppe sammelten sich Schiffsinteressierte bzw. Eigentümer alter Schiffe. Bemühungen zur Gründung eines Museumshafens in Greifswald scheiterten aber regelmäßig an Bedenken der SED vor zu vielen Schiffen im Grenzgebiet zu Polen. Immerhin wurde bereits 1988 ein Treffen alter Schiffe, damals noch überwiegend Zeesboote, in Greifswald organisiert. Es war das erste Gaffelrigg-Treffen und wird bis heute jedes Jahr durchgeführt.
Nach der Wende 1990 wurde der Stadthafen in Greifswald als Umschlagplatz aufgegeben und in den ehemaligen Ölhafen der Volksmarine in Greifswald-Ladebow verlagert, was eine neue Nutzung des Stadthafens ermöglichte. Man knüpfte Verbindungen zum Museumshafen Flensburg, so dass das Fischerfest Gaffelrigg 1990 in Greifswald-Wieck als gemeinsame Veranstaltung der Museumshäfen Greifswald und Flensburg als „Deutsch-Deutsches Gaffeldurcheinander“ durchgeführt wurde.
Am 23. Februar 1991 wurde der Verein Museumshafen Greifswald e. V. offiziell gegründet. Als gemeinnütziger Verein stellt er sich die Aufgabe des Aufbaus, Betriebes und der Unterhaltung eines Museumshafens in der Hansestadt Greifswald (laut Satzung).

## Museumshafen heute
Neben der Hauptveranstaltung Fischerfest Gaffelrigg, das regelmäßig an jedem dritten Juli-Wochenende zum Fischerfest der Hansestadt Greifswald in Wieck stattfindet, hat sich seit 1996 das Winteransegeln etabliert.
Der Verein hat für den Denkmalschutz der letzten existierenden Bootswerft in Greifswald, der Buchholzschen Werft, gesorgt. Ein eigens gegründeter Verein gestaltet heute diese Werft zu einem technischen Museum mit aktivem Betrieb als „Selbsthilfewerkstatt“ für alte Schiffe.

## Museumsschiffe

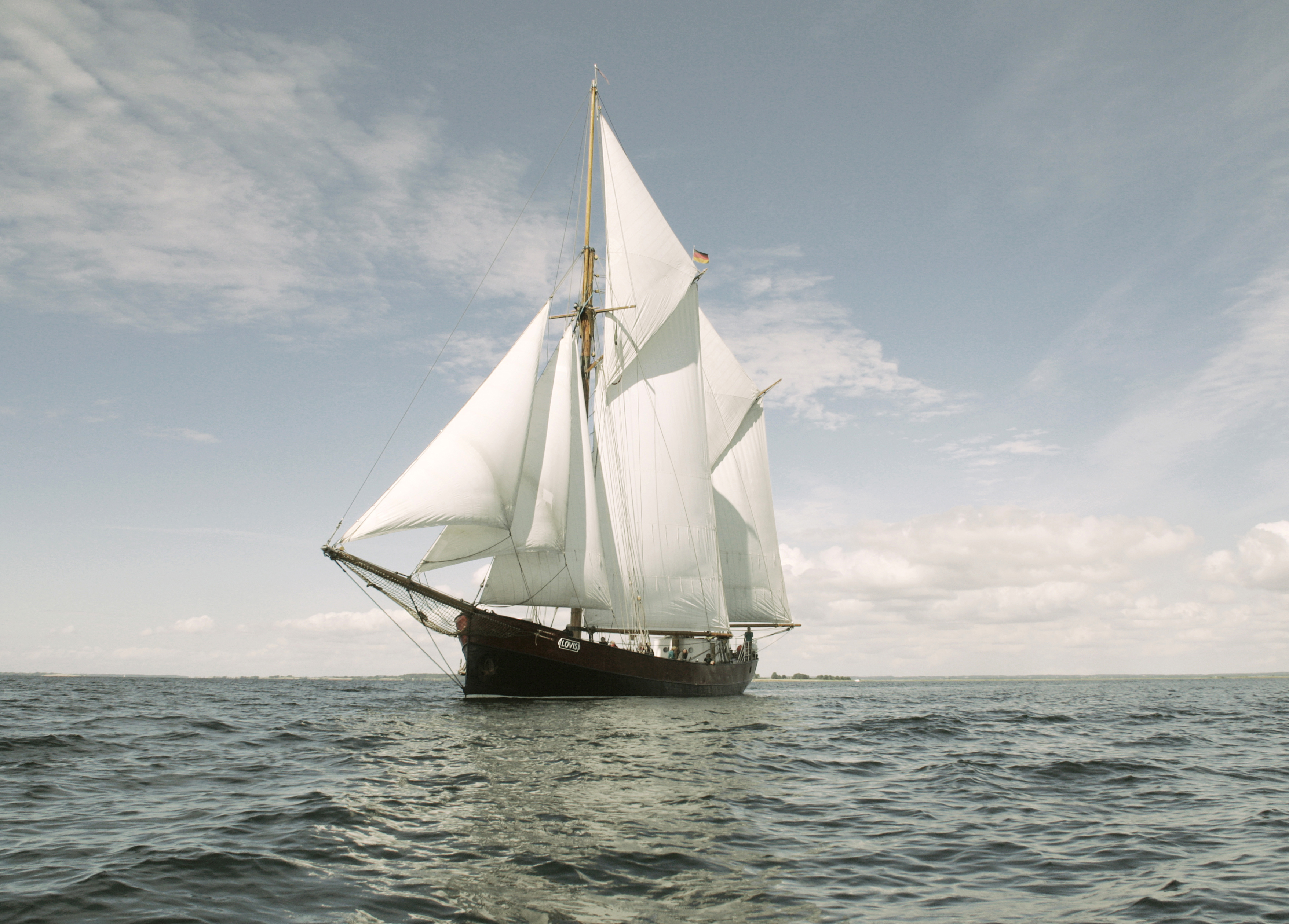
Die Lovis vor Dänemark

Bekanntere Traditionsschiffe mit Heimathafen in Greifswald sind (unvollständig):
- Alfred, Bj. 1913 gehört einem privaten Eigner.
- Bremerlotse, Bj. 1956, ehemaliges Lotsenversetzboot von der Weser mit privaten Eignern.
- Ellida, Bj. 1955, Yacht eines privaten Eigners.
- Ernestine, Bj. 1901, Heimathafen Lassan ist eine Pommersche Jagtquatze und gehört dem Verein EAHK e. V.
- Godewind, ist die Yacht eines privaten Eigners.
- Hanne Marie, Bj. 1919 ist ein ehemaliger Haikutter und gehört dem Verein Hanne Marie e. V.
- Iona, Bj. 1924, ein Haikutter mit privatem Eigner.
- Lovis, Bj. 1897, ist ein Logger mit Metallrumpf und gehört dem Verein Böe e. V.
- Nordwind, Bj. 1919 ist ein Haikutter des Vereins Nordwind Segeln e. V.
- Solvang, Bj. 1930 ist ein Gaffelschoner und gehört dem Verein Solvang e. V.
- Stine, Bj. 1929 ist ein Lofotenkutter und gehört einer Eignergemeinschaft.
- Hoffnung, Bj. 1919 ist die einzige noch erhaltene Pommersche Jagt

Daneben ist der Verein im Besitz mehrerer Nutzfahrzeuge. Der ehemalige Dampfeisbrecher Pomeria wurde ab April 2005 mit der Gaststätte „Hornfischbar!“ an Bord in Betrieb genommen. Die Ramme Heimkehr, eines der letzten erhaltenen Schiffe dieser Art in deutschen Häfen, liegt in Greifswald.
Ehemalige Schiffe im Museumshafen:
- Seefuchs, Fischereikutter, seit 2017 als privates Rettungsschiff im Mittelmeer